# Ляча
Ля́ча (рос. Ляча) — село складі Наровчатського району Пензенської області, Росія.
Населення — 208 осіб (2010; 273 у 2002).
Національний склад станом на 2002 рік:
- росіяни — 98 %